# Hermelin Rend
A Hermelin Rend a Nápolyi Királyság uralkodója, I. Ferdinánd nápolyi király által 1463. szeptember 29-én alapított lovagrend volt. A díjazottakat arany nyaklánccal jutalmazták hermelint ábrázoló medállal, amelynek latin mottója Malo mori quam foedari (Inkább a halál, mint a becstelenség).
Az alapítás napja nem volt véletlen, hiszen a rendet Szent Mihály tiszteletére szentelték, sőt az évnek ezen a napján kellett az ünnepélyes szertartásoknak is megtörténniük, amelynek előestéjén a lovagok gyónása és szentáldozása előz meg. valamint május 8-án, amely a szent garganói megjelenésére emlékezik, ünnepségre került sor.  I. Ferdinánd  (akit Nápolyban Aragóniai Ferrantének hívtak) már Monte Sant’Angelo városának elfoglalása során is bizonyította odaadását, amely mindig is zarándokhely volt a jól ismert szentélyhez. Ez volt az oka annak, hogy Ferrante a Hermelin Rend megalapítása mellett döntött.

## A kitüntetettek kötelezettségei
A lovagok fő kötelezettsége a hit és a római egyház védelme, valamint a király iránti feltétlen odaadás volt. A rend lovagjainak funkcióira és összejöveteleire szánt templom a feltételezések szerint a San Michele in Castel dell’Ovo vagy a Sant’Anna dei Lombardi-templom volt. A rendet Nagy Szent Vazul regulája alá helyezték. Tisztjei az elöljárók voltak, ezt a pozíciót maga az uralkodó, a hírnök vagy a fegyverek királya és a titkár töltötte be. A lovagok által viselt nyakláncról a rend jelképe, a hermelin lógott. A magiszteri méltóság a nápolyi koronával együtt az Osztrák Főhercegségre szállt, de később a rendet elhanyagolták, és kihalt. A lovagok számát 27-ben határozták meg, mindannyian nagyon lojálisak voltak az uralkodóhoz, a királyság legkiválóbb bárói, a korabeli vezetők és zsoldoskapitányok, akiknek hasznuk származott például egy, ill. több hűbérbirtok, címek létrehozása, fontos tisztségek betöltése. A szövetséges államok fontos uraiból sem volt hiány.

## A hermelin: Nápoly és Milánó egyesülésének jelképe

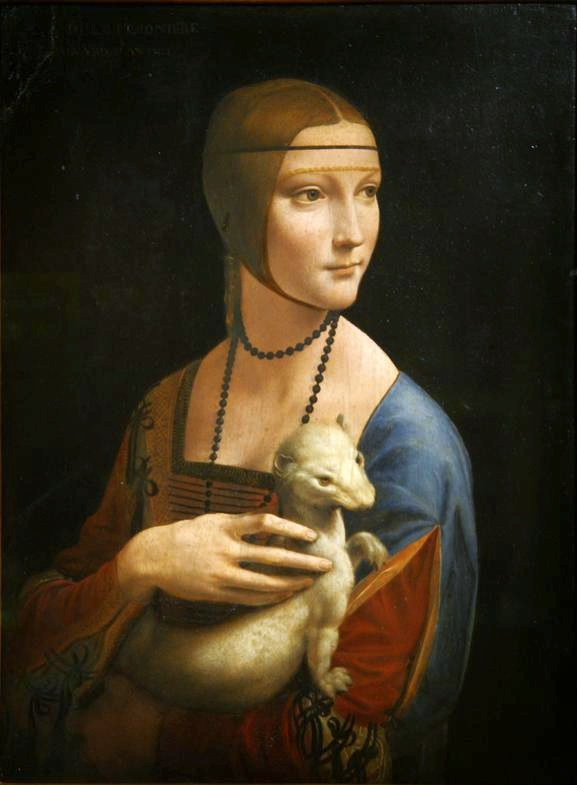
Leonardo da Vinci: Hölgy hermelinnel, Czartorvski Múzeum, Krakkó, 1488–1490

Különféle hipotézisek léteznek a rend szimbolikájával kapcsolatban. Egyesek szerint a hermelin fehér színe Ippolita Maria Sforza tisztaságát, míg a rend mottója, a Malo mori quam foedari azt a gondolatot képviselheti, amely arra késztette a királyt, hogy megbocsásson a lázadó báróknak, nehogy beszennyezze. magát.
A Hermelin Rend a Nápolyi Királyság és a Milánói Hercegség egyesülésének jelképe volt. A Mór néven ismert Ludovico Sforza, azért törekedett erre a kitüntetésre, mert azt akarta, hogy Milánó hercegeként ismerjék el unokaöccse, Gian Galeazzo Sforza helyett. Amikor megkapta a fent említett kitüntetést I. Ferdinánd a bárók összeesküvésének visszaszorításában nyújtott segítségért, a Mór a tekintélyes megnemesítés megünneplésére, megbízta Leonardo da Vincit, hogy fesse meg a Hölgy hermelinnelt, valószínűleg szeretője, Cecilia Gallerani milánói nemesnőt ábrázolva, ölében a vadállattal, amely szintén a tisztaság szimbóluma. A Nápoly és Milánó közötti politikai kötelék nevében Gian Galeazzo Maria Sforzát Aragóniai Izabellával, Ferrante unokájával adták össze. De amikor Ludovico bitorolta Gian Galeazzo hercegi szerepét, arra kényszerítette Izabellát, hogy Paviába költözzön, veszélyeztetve a Nápoly és Milánó közötti szövetséget. Isabella nagyapja, Ferrante közbenjárását kérte, aki végül visszavonta a Hermelin Rend láncát, és felbontotta a lombardiai hercegséggel való uniót.

## A Rend lovagjai

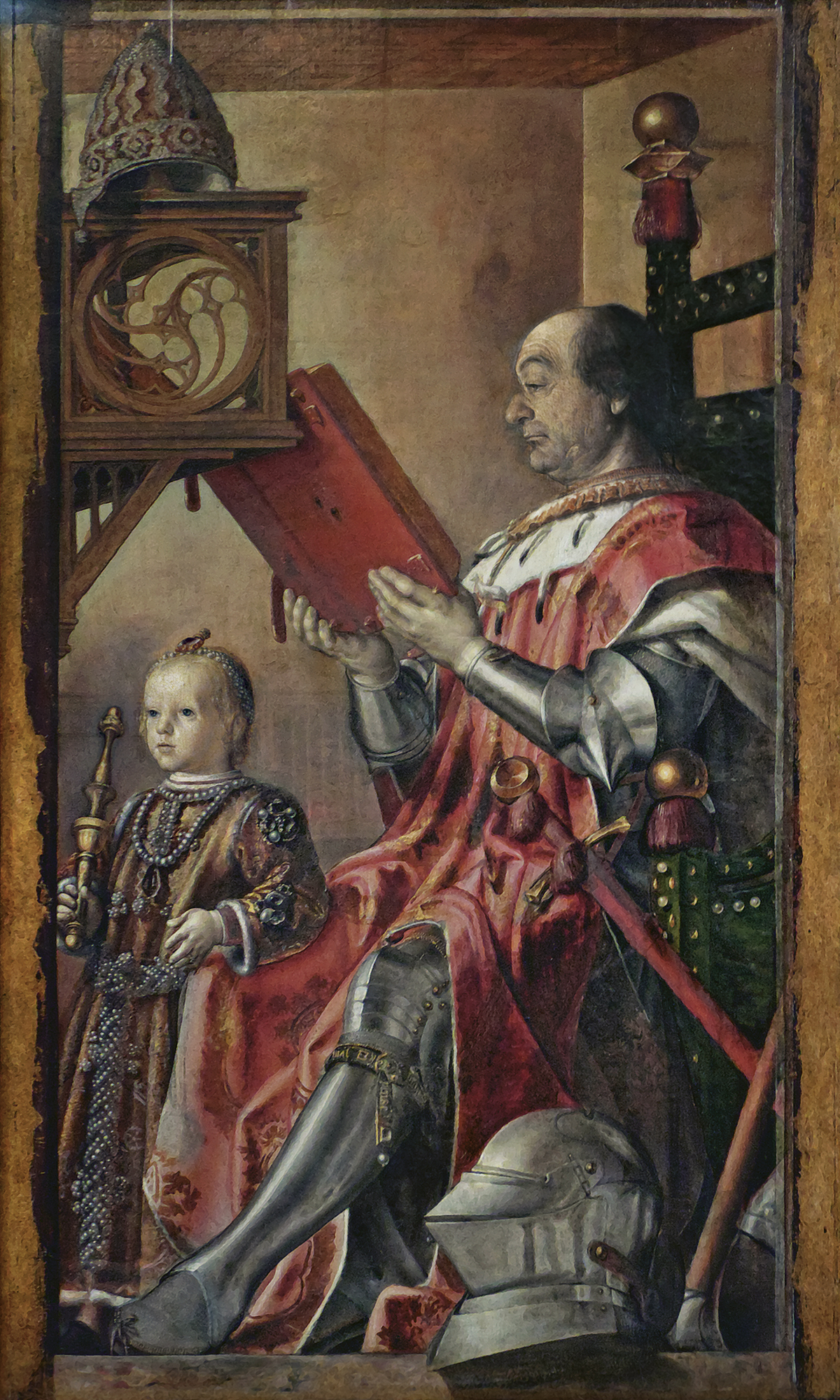
Federico da Montefeltro (nyakában a Hermelin Rend láncával) és fia, Guidobaldo, Pedro Berruguete festményén

Ezt a rendet I. Ferdinánd nápolyi királyon kívül a következők kapták meg:
- Alberico Carafa, Marigliano grófja
- Alessandro Sforza, Pesaro ura
- II. Alfonz nápolyi király, Calabria hercege, I. Ferdinánd nápolyi király fia, Nápoly királya 1494-től 1495-ig
- II. Alfonz d'Avalos, Pescara őrgrófja
- Alfonso de Guevara, Archi grófja
- Andrea di Capua, Termoli grófja
- III. Andrea Matteo Acquaviva, Bitonto őrgrófja
- Antonio Carafa, Mondragone hercege
- Antonio da Montefeltro
- Antonio Piccolomini, Amalfi Köztársaság hercege
- Károly burgundi herceg, más néven Temerario
- I. Diomede Carafa, Maddaloni grófja
- Domizio Caracciolo, Ruoti ura és Calabria kormányzója
- IV. Eduárd angol király
- I. Ercole d'Este, Ferrara hercege
- II. Everso dell'Anguillara
- Federico da Montefeltro, Urbino hercege
- II. Ferdinánd nápolyi király, másként Ferrandino, Capua hercege, II. Alfonz nápolyi király és Ippolita Maria Sforza fia, Nápoly királya 1495–1496 között
- Ferdinando de Guevara, Belcastro grófja
- II. Francesco, Balzo és Andria hercege
- Galeazzo Caracciolo, Vico ura
- Galeazzo Maria Sforza, Milánó hercege;
- Galeotto Carafa, Tiriolo ura
- Gentile Virginio Orsini, Albe e Tagliacozzo grófja
- Giacomo Caracciolo, Burgenza grófja, nagykancellár a Nápolyi Királyságban
- Giacomo Carafa, Castelvetere ura
- Giovanni Burcardo, a pápai állam ceremóniamestere
- Gian Giordano Orsini, condottiero[5]
- I. Giulio Antonio Acquaviva d'Aragona, Atri hercege
- I. Innico d'Avalos, Pescara őrgrófja
- Leonardo della Rovere, Sora hercege
- Ludovico Sforza, Bari, majd Milánó hercege
- Luigi d'Aquino, Castiglione ura
- Marino Caracciolo, Sant'Angelo grófja
- Matteo di Capua, Palena grófja
- Onorato Caetani, Fondi grófja
- Orso Orsini, Ascoli Satriano hercege és Nola grófja
- Pietro de Guevara, Vasto őrgrófja és a Nápolyi Királyság főudvarmestere
- Roberto Orsini, Albe és Tagliacozzo grófja
- Roberto Sanseverino, Salerno hercege
- Roberto Sanseverino d'Aragona, condottiero és zsoldoskapitány[6]
- Scipione Pandone, Venafro grófja
- Troiano Caracciolo, Melfi hercege
- Troilo Arditi, condottiero

## Fordítás
- Ez a szócikk részben vagy egészben  az   Ordine dell’Ermellino (Napoli) című olasz Wikipédia-szócikk ezen változatának fordításán alapul.  Az eredeti cikk szerkesztőit annak laptörténete sorolja fel. Ez a jelzés csupán a megfogalmazás eredetét és a szerzői jogokat jelzi, nem szolgál a cikkben szereplő információk forrásmegjelöléseként.

## Bibliográfia
- Gustav Adolph Ackermann: Ordensbuch, Sämtlicher in Europa blühender und erloschener Orden und Ehrenzeichen (német nyelven). Annaberg: Berlag von Rudolph & Dieterici, 254. o. (1855). ISBN no
- Goffredo di Crollalanza: Enciclopedia araldico-cavalleresca: prontuario nobiliare. Pisa: Direzione del Giornale Araldico, 69-70. o. (1877). ISBN no
- François JosephMichel Noël: Dizionario delle invenzioni, origini e scoperte relative ad arti, scienze, geografia, storia, agricoltura, commercio, ecc.. Roberto Bertocci (1850). ISBN no
- Claudio Rendina: Gli ordini cavallereschi. Roma: Newton Compton (2016). ISBN 978-88-541-7999-8
- Giuliana Vitale: Araldica e politica: statuti di ordini cavallereschi curiali nella Napoli aragonese. Salerno: Carlone (1999). ISBN 88-86854-47-1